# (26007) Lindazhou
(26007) Lindazhou est un astéroïde de la ceinture principale.

## Description
(26007) Lindazhou est un astéroïde de la ceinture principale. Il fut découvert le 26 mars 2001 à Socorro (Nouveau-Mexique) par le projet LINEAR. Il présente une orbite caractérisée par un demi-grand axe de 2,52 UA, une excentricité de 0,15 et une inclinaison de 5,5° par rapport à l'écliptique.

## Compléments